# Rudolf Smend (théologien, 1851)
Pour les articles homonymes, voir Rudolf Smend.
Ne doit pas être confondu avec Rudolf Smend (théologien, 1932).
Rudolf Smend (5 novembre 1851 - 7 décembre 1913) est un théologien et bibliste allemand né à Lengerich, dans la province de Westphalie. 

## Biographie
Il est le frère aîné de Julius Smend (1857-1930), lui aussi théologien, le père de Rudolf Smend (de) (1882–1975), spécialiste de droit constitutionnel et de droit canonique, et le grand-père du bibliste Rudolf Smend (né en 1932, prix scientifique Alfried-Krupp en 1998). 
Smend étudie la théologie dans les universités de Göttingen, Berlin, et de Bonn où il obtient son doctorat en 1874 avec une dissertation sur la poésie arabe. En 1880, il devient professeur associé d'Ancien Testament à l'université de Bâle, où, peu de temps après, il obtient le titre de professeur. 
En 1889, il retourne à l'université de Göttingen en tant que professeur de science biblique et de langues sémitiques. Là, il retrouve son ancien professeur Julius Wellhausen (1844-1918), qui a eu une importante influence sur sa carrière. On se souvient de son exégèse critique de l'Ancien Testament, ou encore de ses recherches concernant la formation d'un Hexateuque. En 1907, avec Alfred Rahlfs (1865–1935), il crée Septuaginta-Unternehmen, un cercle d'études autour de la Septante, à la Société des sciences de Göttingen.